# La casa dei nostri sogni
La casa dei nostri sogni (Mr. Blandings Builds His Dream House) è un film del 1948 diretto da Henry C. Potter, tratto dal romanzo omonimo di Eric Hodgins.
La pellicola prende spunto dalla commedia Mia moglie ha sempre ragione (George Washington Slept Here) di George S. Kaufman e Moss Hart.
Fu distribuito negli Stati Uniti il 25 marzo 1948 mentre in Italia uscì l'11 febbraio 1950.
Nel 1986 è stato girato un rifacimento, Casa, dolce casa?, con Tom Hanks e Shelley Long.

## Trama
(Jim Blandings interpretato da Cary Grant)
Jim Blandings è un pubblicitario newyorkese, sposato con Muriel e padre di due bambine, Betsy e Joan. Stanco della routine della metropoli e del proprio appartamento ormai troppo piccolo e poco confortevole per lui e la famiglia, decide di acquistare una vecchia casa con un vasto terreno nel Connecticut, che ha notato in una inserzione, e di cui sia lui che Muriel si sono perdutamente innamorati a prima vista.
Dal momento in cui Jim firma il contratto, si susseguono disavventure a non finire: dopo alcuni sopralluoghi da parte di esperti di edilizia, il responso è che la casa è in condizioni troppo disastrose per essere restaurata, e quindi dovrà essere abbattuta e ricostruita.
Dopo ripetuti consulti con professionisti del settore, Jim affida l'incarico all'architetto Simms ma, poco dopo aver completato i lavori di abbattimento, viene a scoprire che la vecchia casa era gravata da un'ipoteca. Pagando una salata penale, Jim riesce comunque a dare inizio ai lavori di costruzione della nuova casa, affrontando altri mille problemi: la scoperta di una falda acquifera nel punto di costruzione che ritarda l'inizio dei lavori, il pozzo che non ha acqua, la porta dello sgabuzzino che non si apre dall'interno, alcune finestre che risultano disperse, il moltiplicarsi delle spese impreviste e l'improvviso ordine di sfratto dal vecchio appartamento cittadino, che costringe i Blandings a trasferirsi nella nuova residenza a lavori ancora in corso.
Jim ci rimette anche la stima del suo datore di lavoro, che da mesi attende inutilmente da lui lo slogan per una nota marca di prosciutto. Di fronte alle avversità e al crescente nervosismo del marito, solo Muriel continua a mantenere la calma, grazie anche all'amicizia dell'avvocato Bill Cole, suo ex fidanzato e compagno di collegio, il quale tenta pazientemente di consigliare Jim e di tenere d'occhio gli aspetti burocratici dell'operazione.
Pur di riuscire a costruire la casa dei suoi sogni, Jim arriverà a spendere il quadruplo di quanto aveva preventivato, sopportando infinite difficoltà e momenti di vero e proprio sconforto. Ma alla fine il risultato lo ripagherà e, proprio nel momento in cui crederà di aver perduto il lavoro, Jim troverà inaspettatamente lo slogan pubblicitario tanto sospirato, grazie all'arguzia della domestica Jessie.
(Lo slogan alfine escogitato)

## Riconoscimenti
Nel 2000 l'American Film Institute ha inserito il film al 72º posto della classifica delle cento migliori commedie americane di tutti i tempi.

## Curiosità
- I protagonisti Cary Grant e Myrna Loy avevano poco prima girato insieme un'altra commedia ovvero L'intraprendente signor Dick (1947).
- Nel finale, quando i tre protagonisti rompono la cosiddetta "quarta parete", si nota che Jim Blandings (l'attore Cary Grant) prende in mano il romanzo omonimo (Mr. Blandings Builds His Dream House, di Eric Hodgins), da cui è tratto il film.
- Le scene iniziali e finali del film verranno riprese nella pellicola Totò cerca casa, dell'anno successivo.